# Paradaemonia terrena
Paradaemonia terrena är en fjärilsart som beskrevs av Jordan 1922. Paradaemonia terrena ingår i släktet Paradaemonia och familjen påfågelsspinnare. Inga underarter finns listade i Catalogue of Life.